# Molophilus berigora
Molophilus berigora là một loài ruồi trong họ Limoniidae. Chúng phân bố ở miền Australasia.